# Landkreuzer P. 1000 Ratte
El Landkreuzer P. 1000 Ratte (en català, rata) va ser un projecte de tanc superpesant alemany dissenyat durant la Segona Guerra Mundial.

## Característiques tècniques
El món possiblement no veurà mai un vehicle cuirassat terrestre de l'escala del P. 1000 Ratte. De fet, els alemanys mai no es van referir a ell com a tanc, sinó com "creuer terrestre".
El desenvolupament del Ratte va començar el juny de 1942, a càrrec de l'empresa Krupp. La seva tripulació superava els 20 homes, la mateixa quantitat de personal que es necessitava per operar quatre tancs. Sobre el paper, el pes del Ratte era de 1000 tones, amb una planta propulsora formada per 8 motors de llanxa torpedinera Daimler-Benz MB501 de 20 cilindres, o per dos MAN V12Z32/44 emprats en submarins, alimentats per gasoil i que proporcionaven l'hercúlia potència de 16.000 i 17.000 cv. La seva velocitat màxima s'estima en 40 km/h, i la seva autonomia era desconeguda, encara que podem suposar que seria relativament curta, donada la gran potència que es requeria per moure aquest tità. El Ratte tenia una longitud de 35 m, amb una amplada de 14 m i una alçària d'11 m. El seu armament el componien 2 canons de 280 mm 54.5 SK C/34, 1 canó de 128 mm KwK 44 L/55, 8 canons antiaeris Flak de 20 mm i 2 metralladores automàtiques MG de 15 mm. La capacitat de munició era de 100 obusos de 280 mm per a cada canó, amb un total de 200 obusos. Quant al blindatge, frontalment comptava amb 360 mm d'acer (un blindatge similar al del cuirassat Bismarck), i 220 mm en els laterals.

## Limitacions hipotètiques
Pel que fa a la mobilitat, el Ratte era un vehicle problemàtic. La seva immensa mida i pes el feien matusser a l'hora de maniobrar, i donada la seva autonomia suposadament curta, era difícil i costós transportar-lo fins al front. Amb erugues de 3,6 metres d'amplada i 1.000 tones de pes, hauria destrossat totes les carreteres per les quals hagués passat. El Ratte podia travessar rius poc profunds, donada la seva gran alçària, però tenia grans problemes per superar penya-segats o rius profunds. La seva mida implicava el desavantatge de ser un blanc extremadament fàcil per a l'aviació aliada. Malgrat comptar amb canons antiaeris, les seves grans dimensions feien factible atacar-lo amb bombarders de gran altura, que no podrien ser tocats per les bateries antiaèries terrestres.